# Вінаго яванський
Віна́го яванський (Treron griseicauda) — вид голубоподібних птахів родини голубових (Columbidae). Ендемік Індонезії.

## Опис
Довжина птаха становить 28 см. Довжина хвоста становить 7,7-8,6 см, довжина дзьоба 16-18 мм. У самців обличчя і верхня частина голови попелясто-сірі, скроні і задня частина шиї темно-оливково-зелені. Верхня частина тіла темно-рудувато-коричнева, покривні пера крил темно-оливково-зелені з жовтими краями. Махові пера чорні з вузькими білими краями. Нижня частина спини, надхвістя і центральні стернові пера оливково-зелені, крайні стернові пера попелясто-сірі, на хвості широка, нечітка чорна смуга. Підборіддя жовтувато-сіре або попелясто-сіре, горло і груди яскраво-зелені, на грудях з боків є оранжеві плями. Живіт яскраво-зелений, боки попелясто-сірі, стегна і гузка темно-зелені, поцятковані кремово-білими плямками. Навколо очей зелені кільця. Дзьоб і восковиця зелені або чорнувато-зелені, кінчик дзьоба жовтуватий або зеленуватий, лапи червоні. У самиць верхня частина тіла темно-оливкова, покривні пера крил мають жовті края. Оранжеві плями на грудях відсутні. Дзьоб і восковиці зеленуваті, менше контрастують з кінчиок дзьоба, який завжди є зеленуватим.

## Підвиди
Виділяють п'ять підвидів:
- T. g. sangirensis Brüggemann, 1876 — острови Сангіхе[en] і Талауд[en];
- T. g. wallacei (Salvadori, 1893) — Сулавесі і сусідні острови, острови Банґґаї[en] і Сула[en];
- T. g. vordermani Finsch, 1901 — острови Канґеан[en];
- T. g. pallidior (Hartert, E, 1896) — острови Танахьямпеа[en], Калао і Калаотоа;
- T. g. griseicauda Bonaparte, 1855 — Ява і Балі.

## Поширення і екологія
Яванські вінаго живуть у вологих рівнинних тропічних лісах, рідколіссях і чагарникових заростях, в сухих чагарникових заростях, на плантаціях і в садах. Зустрічаються парами або зграями, на висоті до 2500 м над рівнем моря. Ведуть деревний спосіб життя. Живляться плодами. Гніздо являє собою невелику платформу з гілочок. В кладці 2 білих яйця.